# Dossiers
Dossiers é um programa informativo de TVV, a televisão pública do País Valenciano, dedicado às reportagens em profundidade e de produção própria sobre temas de atualidade. Começou a ser transmitido em 1989 na faixa prévia ao informativo Notícies 9 do domingo e cada 15 dias. Algumas das reportagens realizadas por Dossiers, como Brasil, infern verd e Les pedres de l'ira, sobre a intifada palestina, também foram transmitidas por outras televisões autonómicas da Espanha.